# Плещеев, Пётр Михайлович
Пётр Миха́йлович Плеще́ев (ум. в 1504) — боярин великого князя Ивана III.

## Биография
В 1500 году, в качестве воеводы сторожевого полка, он участвовал в литовской войне и за битву при реке Ведроше (близ Дорогобужа), вместе с главными начальниками войск, в знак благоволения, спрошен был государем через посланца о здоровье.
В 1503 году, после заключения перемирия с Литвой, Плещеев отправлен к литовскому князю Александру Казимировичу для взятия присяги с последнего в соблюдении договора, но был задержан литовским князем, недовольным условиями перемирия, и сослан в Троки.